# 6309 Elsschot
6309 Elsschot (1990 EM3) là một tiểu hành tinh vành đai chính được phát hiện ngày 2 tháng 3 năm 1990 bởi Elst, E. W. ở La Silla.